# Cambridge (Iowa)
Pour les articles homonymes, voir Cambridge (homonymie).
Cambridge est une ville, du comté de Story  en Iowa, aux États-Unis. Elle est incorporée le 6 décembre 1881.

## Source de la traduction
- (en) Cet article est partiellement ou en totalité issu de l’article de Wikipédia en anglais intitulé « Cambridge, Iowa » (voir la liste des auteurs).